# Hans Tarbuk

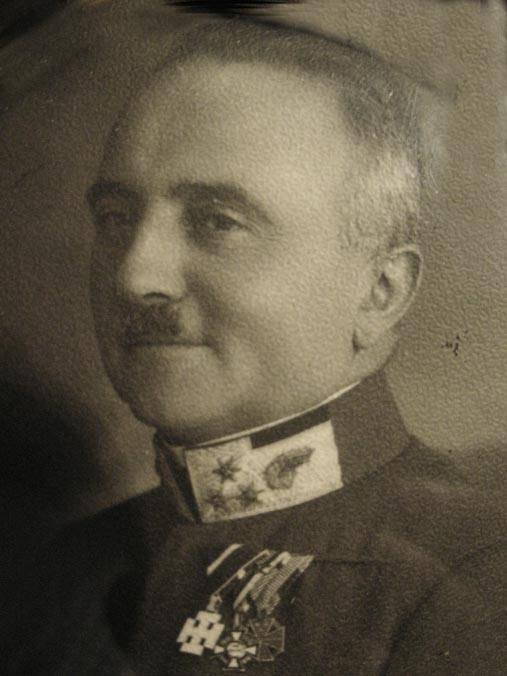
Generalmajor Hans Tarbuk von Sensenhorst in Uniform des österreichischen Bundesheeres 1934

Johann „Hans“ Tarbuk (* 16. Juli 1886 in Przemyśl; † 4. Juli 1966 in Wien; 1904 bis 1919 Tarbuk von Sensenhorst; auch: Tarbuk-Sensenhorst) war österreichischer Offizier der k.u.k. Armee, des Bundesheeres im Ständestaat und in der Folge der deutschen Wehrmacht während des Zweiten Weltkriegs.

## Leben

### Familie
Tarbuk entstammte einer ursprünglich kroatischen Familie von „Militärgrenzern“ an der Militärgrenze, dem Grenzgebiet Österreichs zum osmanischen Reich am Balkan, deren Stammreihe mit Ciril Tarbuk in Tušilović begann (erwähnt 1803–1815), und war der Sohn des noch dort geborenen k.u.k. Feldmarschallleutnants Johann Tarbuk, Edler von Sensenhorst (1853–1919; Enkel des vorgenannten Ciril) und Mathilde Josefa, geb. Bayrhammer (1856–1926). Am 18. November 1904 wurde die Familie in den österreichischen Adelsstand mit Namensmehrung „Edle von Sensenhorst“ erhoben. Mit dem Adelsaufhebungsgesetz vom April 1919 ging ihnen diese wieder verloren.
Tarbuk war mit Rosa, geb. Schuster, verw. Haala (1894–1962), verheiratet; die Ehe blieb kinderlos. Er hatte die vier Brüder Karl, Robert, Felix und Fritz Tarbuk sowie zwei Schwestern.

### Militärische Laufbahn
Tarbuk-Sensenhorst war Offizier der k.u.k. Armee, als Leutnant ausgemustert am 18. August 1908, ab 30. April 1932 Oberstleutnant, ab 18. Dezember 1936 Oberst im österreichischen Verteidigungsministerium, später Generalmajor des österreichischen Bundesheeres und ab 1939 in der deutschen Wehrmacht, wo er vor Dietrich von Choltitz Stadtkommandant in Paris, WBK. Nikolsburg (1. September 1939), WBK. II Wien (3. Jänner 1940), Eisenbahn-Pionier-Regiment 701 (8. Juni 1940) und später am sowjetischen Kriegsschauplatz im Rang eines Generalmajors (1. August 1940) nacheinander Kommandant der Feldkommandantur 242, 748, 660 und 620; ab Jänner 1945 Stellvertretender Führer einer Sicherungs-Division.
Nachdem Tarbuk in sowjetische Gefangenschaft gelangte, wurde er am 3. Mai 1945 vor einem sowjetischen Militärtribunal (SMT) in Bobruisk angeklagt und blieb zunächst ohne Verfahren inhaftiert. Am 4. November 1947 wurde er als Kommandeur der 242. Feldkommandantur wegen Beteiligung an der Ermordung von etwa 3000 Juden im Herbst 1941 in Kirowograd zu 25 Jahren Zwangsarbeit verurteilt.
In der schließlich 10-jährigen sowjetische Kriegsgefangenschaft erlitt er schwere gesundheitliche Schäden, unter anderem musste ihm ein Fuß amputiert werden. Erst 1955 kehrte Tarbuk, nach Intervention der österreichischen Bundesregierung auf Rückholung der letzten in sowjetischer Gefangenschaft befindlichen Soldaten, in seine Heimatstadt Wien zurück.